# Вринь-о-Буа
Вринь-о-Буа́ (фр. Vrigne-aux-Bois) — коммуна во Франции, находится в регионе Шампань — Арденны. Департамент коммуны — Арденны. Входит в состав кантона Западный Седан. Округ коммуны — Седан.
Код INSEE коммуны — 08491.
Коммуна расположена приблизительно в 210 км к северо-востоку от Парижа, в 95 км севернее Шалон-ан-Шампани, в 11 км к востоку от Шарлевиль-Мезьера.

## Население
Население коммуны на 2008 год составляло 3497 человек.
| 1962 | 1968 | 1975 | 1982 | 1990 | 1999 | 2008 |
| ---- | ---- | ---- | ---- | ---- | ---- | ---- |
| 3397 | 3691 | 3763 | 3897 | 3771 | 3668 | 3497 |

## Администрация
| Период | Период | Фамилия        | Партия                   | Должность |
| ------ | ------ | -------------- | ------------------------ | --------- |
| 2001   | 2008   | Жан Стевенен   | Радикальная левая партия | мэр       |
| 2008   |        | Патрик Дютертр | DVG                      |           |

## Экономика
В 2007 году среди 2264 человек в трудоспособном возрасте (15—64 лет) 1578 были экономически активными, 686 — неактивными (показатель активности — 69,7 %, в 1999 году было 66,3 %). Из 1578 активных работали 1319 человек (756 мужчин и 563 женщины), безработных было 259 (128 мужчин и 131 женщина). Среди 686 неактивных 188 человек были учениками или студентами, 200 — пенсионерами, 298 были неактивными по другим причинам.

## Достопримечательности
- Современная церковь Сен-Пьер и статуя Св. Петра (XVIII век). Старая церковь была повреждена во время Второй мировой войны, заброшена и разрушена в 1950 году.
- Кузница XIX века.

## Фотогалерея

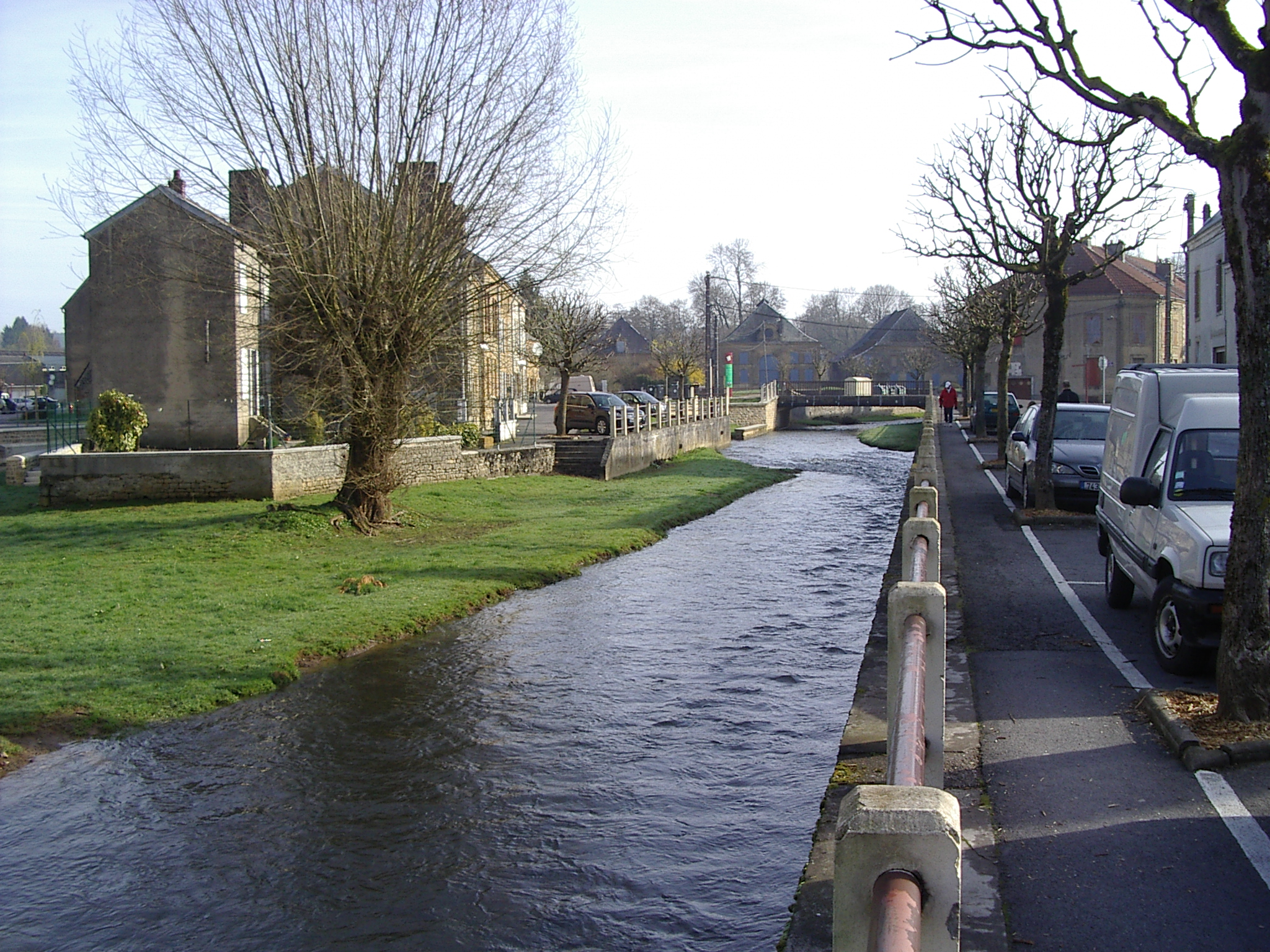
Вринь-о-Буа и река Вринь
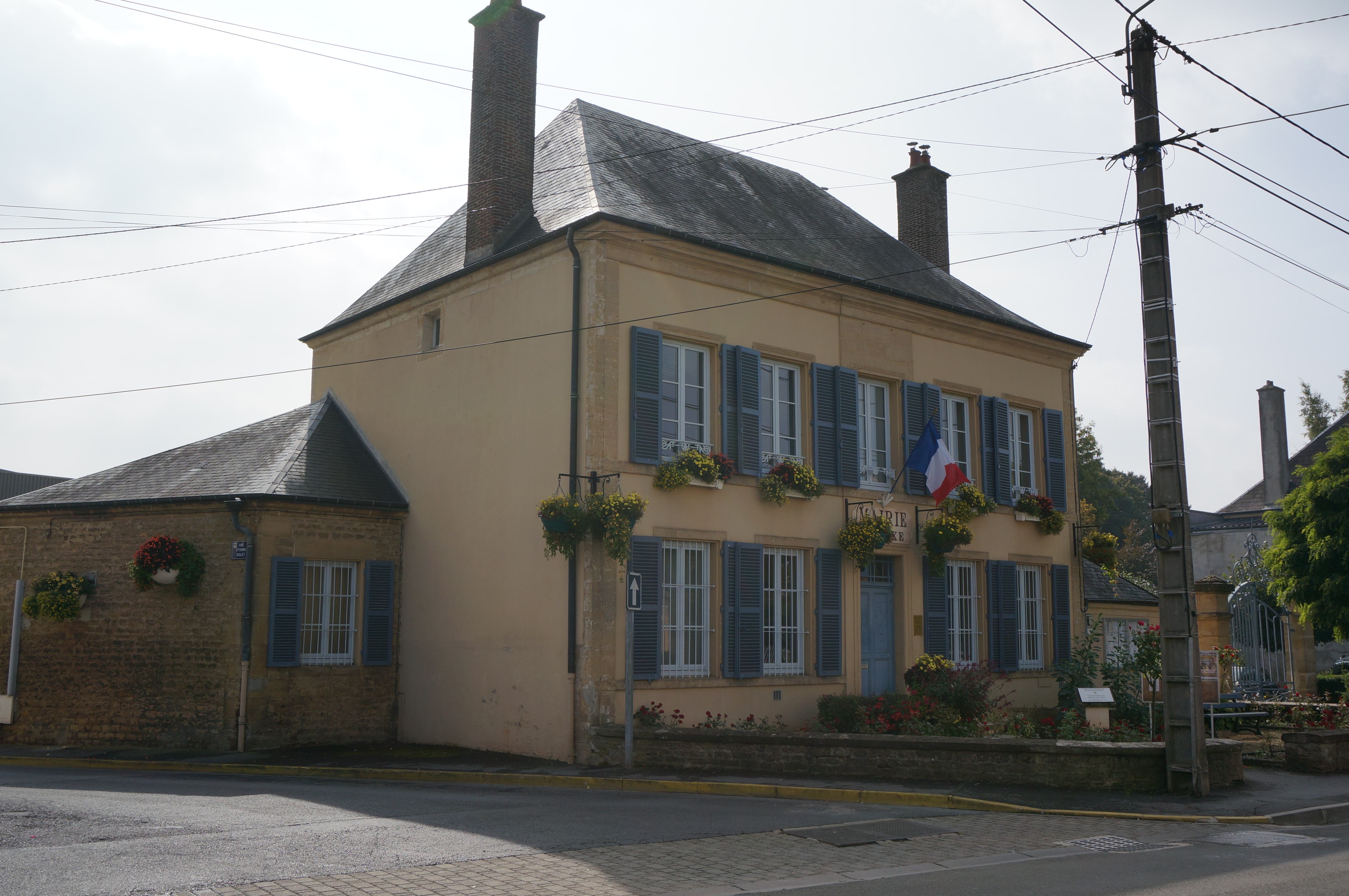
Мэрия
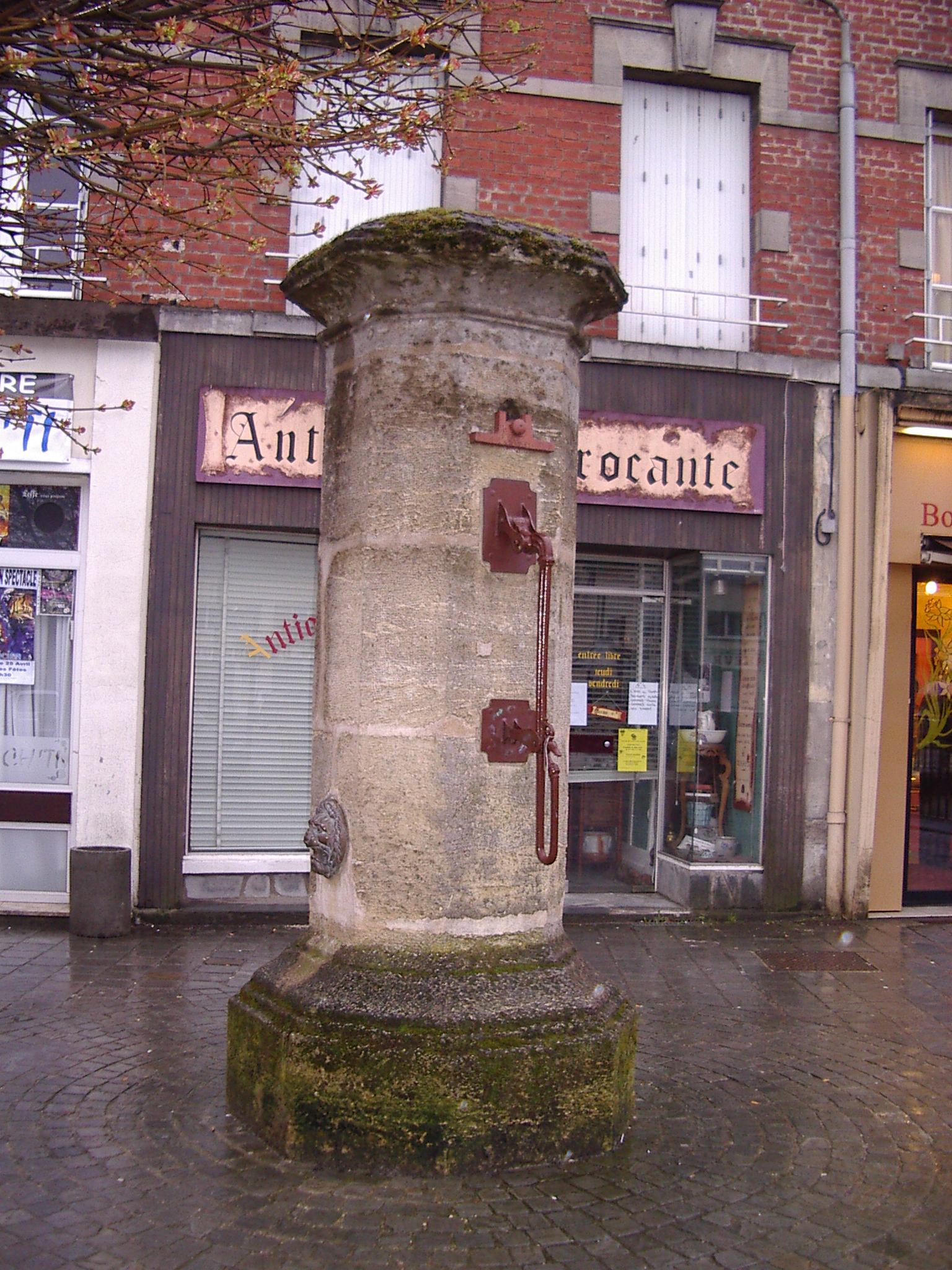
Бывший фонтан
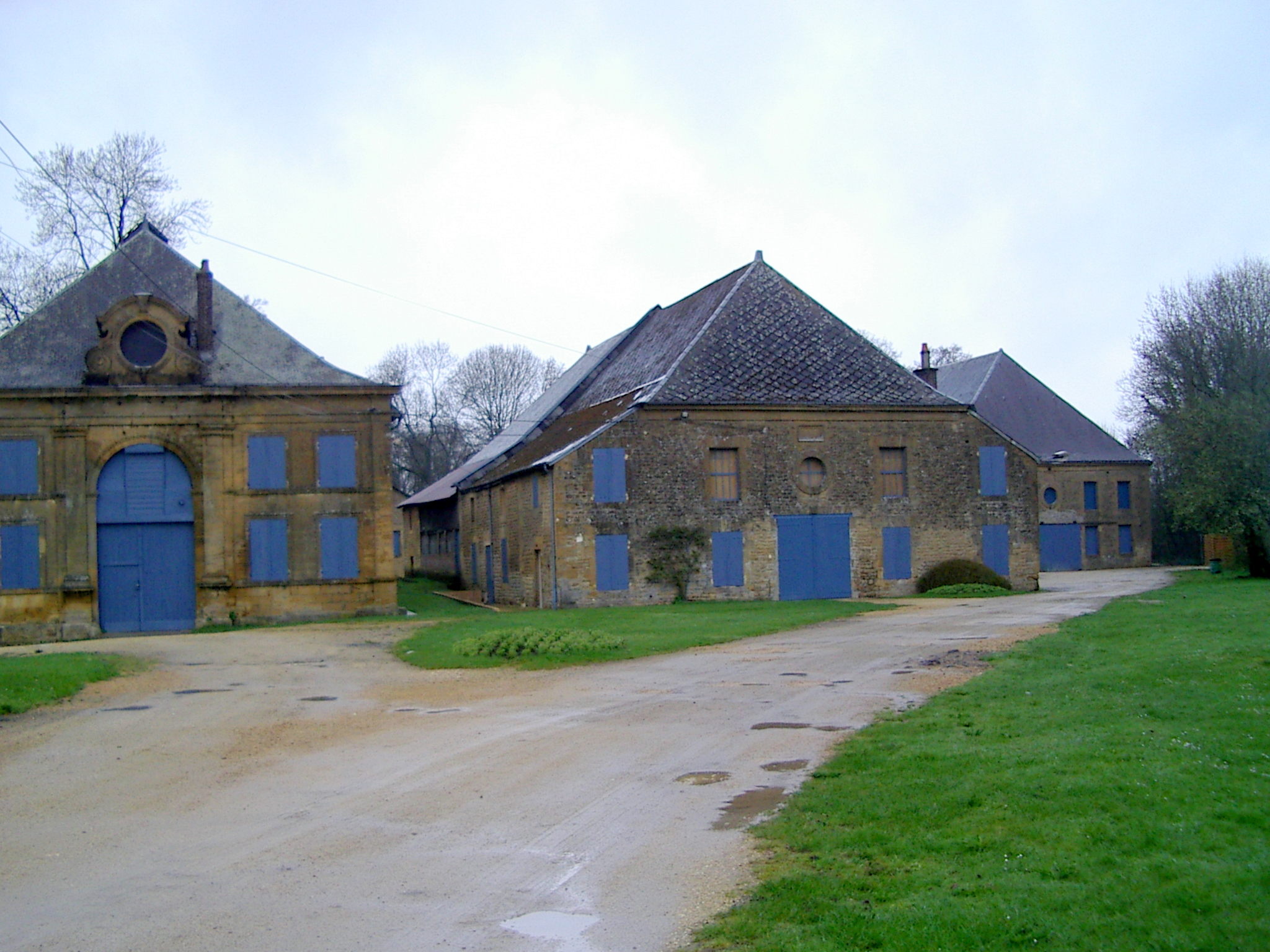
Кузница
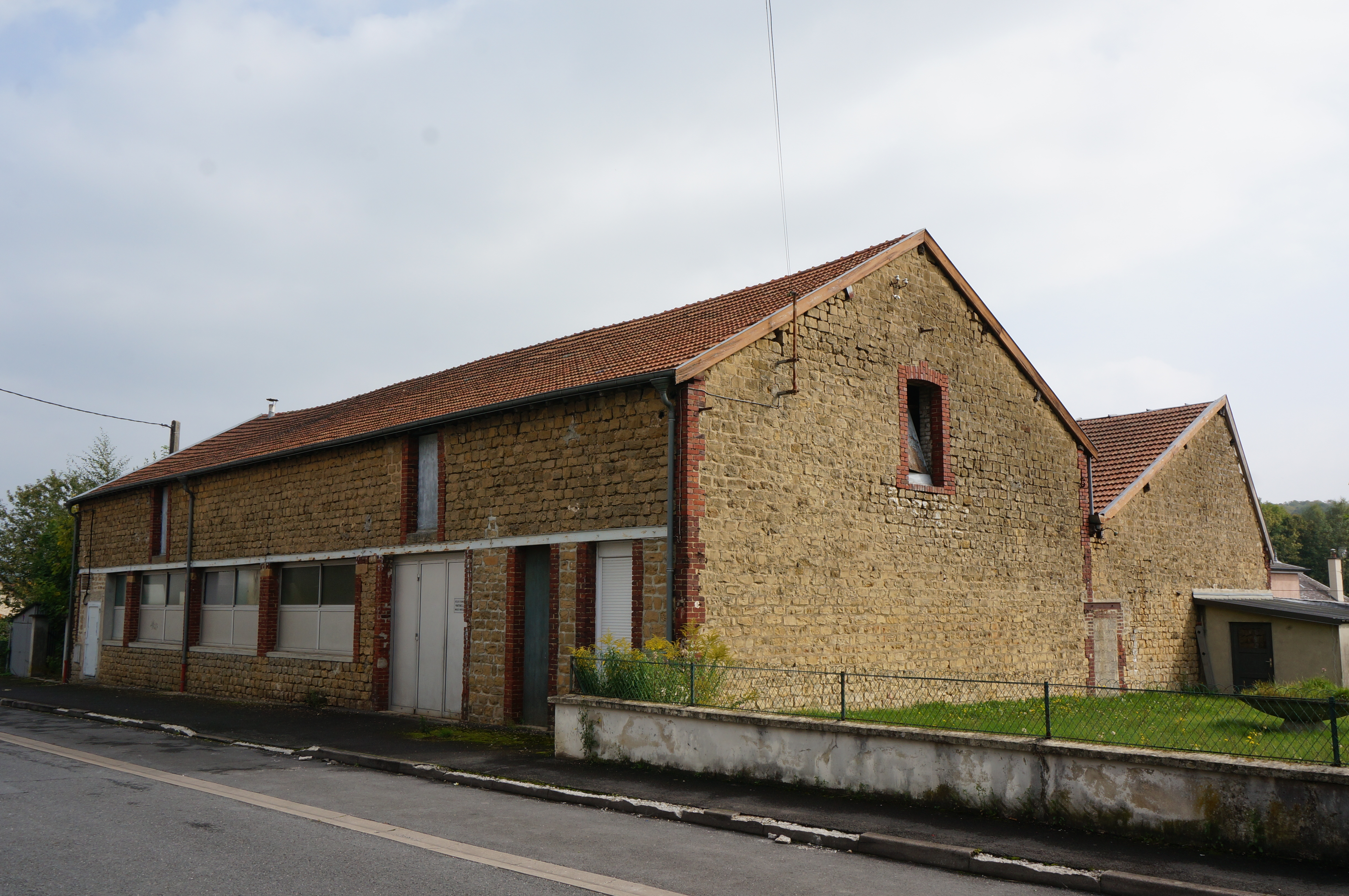
Фабрика Кунин Мартинелли